# 68-й Берлинский международный кинофестиваль
68-й Берлинский международный кинофестиваль проходил с 15 по 25 февраля 2018 года. Жюри возглавлял немецкий режиссёр Том Тыквер. Фильмом открытия стал «Собачий остров» — новая анимационная работа американского режиссёра Уэса Андерсона.

## Жюри фестиваля
2 ноября 2017 года было объявлено, что немецкий режиссёр Том Тыквер возглавит жюри смотра. Ранее фильмы Тыквера дважды участвовали в конкурсных программах Берлинале: полнометражная драма «Рай» претендовала на получение Золотого медведя в 2002 году, а короткометражная картина «Правда» — в 2004-м.

## Протесты
24 ноября 2017 года в немецкой газете Der Spiegel было опубликовано коллективное письмо, которое подписали 79 немецких кинематографистов, включая Фатиха Акина, Марен Аде, Фолькера Шлёндорфа, Кристиана Петцольда и других. В нём сообщество требует создать новый отборочный комитет, в котором будет поровну мужчин и женщин, а также найти замену директору Дитеру Косслику, который управляет смотром с 2001 года, чтобы та могла вести Берлинале в будущее и поддерживать его на уровне Каннского и Венецианского фестивалей:

Берлинале входит в тройку главных мировых кинофестивалей, и реорганизация его оргкомитета позволяет обновить и очистить сам фестиваль.
Оригинальный текст (нем.)Die Berlinale ist eines der drei führenden Filmfestivals weltweit. Die Neubesetzung der Leitung bietet die Chance, das Festival programmatisch zu erneuern und zu entschlacken.

Издание Deadline писало, что, с одной стороны, с приходом Косслика на Берлинале стали часто проходить громкие премьеры голливудского кино, а фильмы, участвовавшие в конкурсе, часто получают номинации на «Оскар», но вместе с тем эклектичность и политизированность отобранных на фестиваль картин часто критикуются.
Как сообщил сам Косслик в пресс-релизе, опубликованном на сайте фестиваля, его контракт заканчивается 31 мая 2019 года, и он сам готовит ряд предложений по обновлению фестиваля, которые рассмотрит министр культуры ФРГ Моника Грюттерс, когда будет выбирать нового директора Берлинале:

Я понимаю этих режиссёров, которые требуют прозрачности в процессе реформирования Берлинале. Будущее фестиваля очень важно для всех нас.
Оригинальный текст (англ.)I can understand that these directors want transparency when it comes to the process of reforming the Berlinale. Its future is a matter of great importance for all us.

Подчёркивается, что под письмом не значится подписи Тома Тыквера, назначенного председателем жюри на грядущем фестивале.

## Конкурсная программа

### Основной конкурс
| На русском языке                       | Оригинальное название                      | Режиссёр                      | Производство                                             |
| -------------------------------------- | ------------------------------------------ | ----------------------------- | -------------------------------------------------------- |
| Собачий остров                         | The Isle of Dogs                           | Уэс Андерсон                  | США                                                      |
| Наследницы                             | Las herederas                              | Марсело Мартинесси            | Парагвай, Уругвай, Германия, Бразилия, Норвегия, Франция |
| Девица                                 | Damsel                                     | Дэвид Зеллнер, Нэйтан Зеллнер | США                                                      |
| Довлатов                               | Довлатов                                   | Алексей Герман-младший        | Россия, Польша, Сербия                                   |
| Транзит                                | Transit                                    | Кристиан Петцольд             | Германия, Франция                                        |
| Ева                                    | Eve                                        | Бенуа Жако                    | Франция, Бельгия                                         |
| Молитва                                | La prière                                  | Седрик Кан                    | Франция                                                  |
| Дочь моя                               | Figlia mia                                 | Лаура Биспури                 | Италия, Германия, Швейцария                              |
| Недвижимость                           | Toppen av ingenting                        | Аксель Петерсен, Манс Манссон | Швеция, Великобритания                                   |
| Утойя. Выстрелы Брейвика               | Utøya 22. juli                             | Эрик Поппе                    | Норвегия                                                 |
| Три дня в Киброне                      | 3 Tage in Quiberon                         | Эмили Атеф                    | Германия, Австрия, Франция                               |
| Время дьявола                          | Ang Panahon ng Halimaw                     | Лав Диас                      | Филиппины                                                |
| Не волнуйся, далеко он пешком не уйдёт | Don’t Worry, He Won’t Get Far on Foot      | Гас ван Сент                  | США                                                      |
| Моего брата зовут Роберт, и он идиот   | Mein Bruder heißt Robert und ist ein Idiot | Филип Грёнинг                 | Германия, Франция, Швейцария                             |
| Свинья                                 | Khook                                      | Мани Хагиги                   | Иран                                                     |
| Музей                                  | Museo                                      | Алонсо Руиспаласиос           | Мексика                                                  |
| Не прикасайся                          | Touch Me Not                               | Адина Пинтилие                | Румыния, Германия, Чехия, Болгария, Франция              |
| Лицо                                   | Twarz                                      | Малгожата Шумовская           | Польша                                                   |
| В торговых рядах                       | In den Gängen                              | Томас Штубер                  | Германия                                                 |

### Внеконкурсные показы
| На русском языке          | Оригинальное название         | Режиссёр         | Производство                      |
| ------------------------- | ----------------------------- | ---------------- | --------------------------------- |
| Чёрный 47-й               | Black 47                      | Лэнс Дэйли       | США                               |
| Операция «Шаровая молния» | 7 Days in Entebbe             | Жозе Падилья     | США, Великобритания               |
| Не в себе                 | Unsane                        | Стивен Содерберг | США                               |
| Эльдорадо                 | Eldorado                      | Маркус Имхоф     | Швейцария, Германия               |
| Букшоп                    | The Bookshop                  | Изабель Койшет   | Испания, Великобритания, Германия |
| Тихий кабинет             | Das schweigende Klassenzimmer | Ларс Крауме      | Германия                          |

### «Панорама»
Полная программа «Панорамы» 2018 года включала 47 фильмов из 40 стран, в том числе 37 мировых премьер и 16 режиссёрских дебютов:
| На русском языке                      | Оригинальное название              | Режиссёр                                 | Производство                                                      |
| ------------------------------------- | ---------------------------------- | ---------------------------------------- | ----------------------------------------------------------------- |
| Животные                              | L’Animale                          | Катарина Мюкштейн                        | Австрия                                                           |
| Маламбо, хороший человек              | Malambo, el hombre bueno           | Сантьяго Лоса                            | Аргентина                                                         |
| Упущение                              | La omisión                         | Себастьян Шъяер                          | Аргентина, Нидерланды, Швейцария                                  |
| На берегу реки                        | リバーズ・エッジ                   | Исао Юкисада                             | Япония                                                            |
| Профиль                               | Profile                            | Тимур Бекмамбетов                        | США, Великобритания, Кипр, Россия                                 |
| Предчувствие                          | 予兆 散歩する侵略者                | Киёси Куросава                           | Япония                                                            |
| Болезнь в воскресенье                 | La enfermedad del domingo          | Рамон Саласар                            | Испания                                                           |
| Мусор                                 | Garbage                            | Каушик Мукхерджи                         | Индия                                                             |
| Генезис                               | Genezis                            | Арпад Богдан                             | Венгрия                                                           |
| Вторжение                             | هجوم                               | Шахрам Мокри                             | Иран                                                              |
| Горизонт                              | Horizonti                          | Тинатин Каджришвили                      | Грузия, Швеция                                                    |
| Человек, место, время и снова человек | 인간, 공간, 시간 그리고 인간       | Ким Ки Дук                               | Республика Корея                                                  |
| Джибрил                               | Jibril                             | Хенрика Кулл                             | Германия                                                          |
| Когда падают деревья                  | Коли падають дерева                | Марыся Никитюк                           | Украина, Польша, Северная Македония                               |
| Земля                                 | Land                               | Бабак Джалали                            | Италия, Франция, Нидерланды, Мексика, Катар                       |
| Лимонад                               | Luna de miere                      | Иоана Юрикару                            | Румыния, Канада, Германия, Швеция                                 |
| Марилин                               | Marilyn                            | Мартин Родригес Редондо                  | Аргентина, Чили                                                   |
| Мои провинциалы                       | Mes provinciales                   | Жан-Поль Сивейрак                        | Франция                                                           |
| Ударные волны — Дневник моего ума     | Ondes de choc — Journal de ma tête | Урсула Майер                             | Швейцария                                                         |
| Ударные волны — Имя: Матьё            | Ondes de choc — Prénom: Mathieu    | Лионель Байер                            | Швейцария                                                         |
| История нежной нелюбви                | 柔情史                             | Ян Минмин                                | Китай                                                             |
| Один шанс на всю жизнь                | La terra dell’abbastanza           | Дамиано и Фабио Д’Инноченцо              | Италия                                                            |
| Стикс                                 | Styx                               | Вольфганг Фишер                          | Германия, Австрия                                                 |
| Жёсткая краска                        | Tinta bruta                        | Марсио Реолон, Филипе Матцембахер        | Бразилия                                                          |
| Trinta Lumes (Thirty Souls)           | Trinta Lumes (Thirty Souls)        | Диана Тоуседо                            | Испания                                                           |
| Сяо Мэй                               | Xiao Mei                           | Марен Хван                               | Китайская Республика                                              |
| Ярди                                  | Yardie                             | Идрис Эльба                              | Великобритания                                                    |
| «Панорама. Документальное»            |                                    |                                          |                                                                   |
| Транссексуал-гей                      | Bixa Travesty                      | Клаудия Присила, Кику Гойфман            | Бразилия                                                          |
| Бывший шаман                          | Ex Pajé                            | Луис Болоньези                           | Бразилия                                                          |
| Обскуро Барокко                       | Obscuro Barroco                    | Евангелия Краниоти                       | Франция, Греция                                                   |
| Тем летом                             | That Summer                        | Горан Олссон                             | Швеция, Дания, · США                                              |
| Центральный аэропорт Темпельхоф       | Zentralflughafen THF               | Карим Айнуз                              | Германия, Бразилия, Франция                                       |
| Al Gami’ya (What Comes Around)        | Al Gami’ya (What Comes Around)     | Рим Салех                                | Ливан, Египет, Греция, Катар, Словения                            |
| Когда придёт война                    | Až přijde válka                    | Ян Геберт                                | Чехия, Хорватия                                                   |
| Семейная жизнь                        | Familienleben                      | Роза Ханна Циглер                        | Германия                                                          |
| Game Girls                            | Game Girls                         | Алина Скшешевская                        | Франция, Германия                                                 |
| Поколение благополучия                | Generation Wealth                  | Лорен Гринфилд                           | США                                                               |
| Отель «Югославия»                     | Hotel Jugoslavija                  | Николя Ванье                             | Швейцария                                                         |
| Я вижу красных                        | Je vois rouge                      | Клаудия Присила, Божина Панайотова       | Франция, Болгария                                                 |
| Kinshasa Makambo                      | Kinshasa Makambo                   | Дюдо Амади                               | Республика Конго, · Франция, Швейцария, Германия, Катар, Норвегия |
| Майя                                  | Matangi/Maya/M.I.A.                | Стив Лавридж                             | США, Великобритания, Шри-Ланка                                    |
| Партизан                              | Partisan                           | Лутц Пенерт, Маттиас Элерт, Адама Ульрих | Германия                                                          |
| Шейкдаун                              | Shakedown                          | Лейла Вайнрауб                           | США                                                               |
| Заткнись и играй на рояле             | Shut Up and Play the Piano         | Филипп Джедике                           | Германия, Франция, Великобритания                                 |
| Молчание других                       | The Silence of Others              | Альмудена Карраседо, Роберт Бахар        | США, Испания                                                      |
| Шёлк и пламя                          | The Silk and the Flame             | Джордан Шили                             | США                                                               |
| Процесс                               | O processo                         | Мария Рамос                              | Бразилия, Германия, Нидерланды                                    |

## Награды
- «Золотой медведь» — «Не прикасайся», Адина Пинтилие
- Гран-при жюри[англ.] («Серебряный медведь») — «Лицо», Малгожата Шумовская
- Приз Альфреда Бауэра[англ.] («Серебряный медведь») — «Наследницы», Марсело Мартинесси
- «Серебряный медведь» за лучшую режиссуру — Уэс Андерсон, «Собачий остров»
- «Серебряный медведь» за лучшую женскую роль — Ана Брун, «Наследницы»
- «Серебряный медведь» за лучшую мужскую роль — Антони Бажон, «Молитва»
- «Серебряный медведь» за лучший сценарий — Мануэль Алкала, Алонсо Руиспаласиос, «Музей»
- «Серебряный медведь» за выдающиеся достижения в области киноискусства — Елена Окопная, художник-постановщик фильма «Довлатов»